# Mixcoatlus barbouri
Mixcoatlus barbouri — вид отруйних змій родини гадюкових (Viperidae). Ендемік Мексики. Вид названий на честь американського герпетолога Томаса Барбура.

## Опис
Загальна довжина дорослих змій Mixcoatlus barbouri становить 30-40 см (враховуючи хвіст), при цьому максимальна зареєстрована довжина виду становить 51 см. Забарвлення переважно чорнувате, по боках йде нечітка зигзагоподібна дорсальна смуга, яка виглядає як серія трикутних плям. Шкіра між лусками іржаста, як і боки голови.

## Поширення і екологія
Mixcoatlus barbouri мешкають у високогір'ях Південної Сьєрра-Мадре в штаті Герреро на південному заході Мексики. Вони живуть в сосново-дубових лісах і хмарних лісах, на висоті від 2390 до 3300 м над рівнем моря. Віддають перевагу сосновим лісами, що ростуть серед скель, та порослих травою галявинам.

## Збереження
МСОП класифікує цей вид як такий, що перебуває під загрозою зникнення. Mixcoatlus barbouri загрожує знищення природного середовища.